# Swithinbankhallet
Die Swithinbankhallet ist ein halbkreisförmiger und 35 km langer Eishang im ostantarktischen Königin-Maud-Land. In der Kirwanveggen liegt er zwischen dem Hallgrenskarvet und der Neumayersteilwand.
Norwegische Kartographen kartierten ihn anhand von Vermessungen und Luftaufnahmen der Norwegisch-Britisch-Schwedischen Antarktisexpedition (NBSAE, 1949–1952) sowie Luftaufnahmen der Dritten Norwegischen Antarktisexpedition (1956–1960) aus den Jahren von 1958 bis 1959. Namensgeber ist Charles Winthrop Molesworth Swithinbank (1926–2014), Glaziologe bei der NBSAE.